# عين الغارة
عين الغارة هي إحدى القرى السورية في محافظة حمص، تقع في الزاوية الجنوبية الشرقية لوادي النصارى، وتفصل بينه وبين الجبل الشرقي، تتميز القرية بمناخ معتدل صيفا"، وبارد إلى معتدل شتاء"، وبغناها بأشجار الزيتون التي تجاوزت 100 ألف شجرة مثمرة، والأصناف النباتية المتنوعة كما تتميز بالعلاقات الاجتماعية المتماسكة بين أفرادها وبوجود عدد كبير من أبنائها في بلاد المهجر.

## الطبيعة
تتميز القرية بطبيعتها الزراعية الجميلة لغناها بأشجار الزيتون والبلوط والسنديان والغار فأشجار الغار فيها مميزة من حيث كثافتها وكثرتها، ومنها استمدت اسمها (عين الغارة)، وقد أتى هذه التنوع بسبب كثرة ينابيع الماء واتساع الأراضي الزراعية فهي تمتلك أراضي زراعية أكبر من باقي قرى الوادي.مناخ القرية ريفى هادئ يمتاز باعتداله صيفا وبرودته شتاء ويقصدها الناس للتمتع بطبيعتها الساحرة والجلوس على ضفاف ينابيعها العذبة والحصول على أوراق الغار الطيبة. مساحة الأراضي الزراعية تفوق مساحتها 2800 هكتار وتعد من أكبر قرى الوادي التي تمتلك أراضٍ زراعية كبيرة.

## معالم
تأسست القرية على الأغلب في القرن التاسع عشر وتحوي كنيسة أثرية عمرها مئة عام مازالت حتى اليوم مقصداً سياحياً هاماً .

## نشاطات
يعمل معظم أهالي القرية كفلاحين مع وجود عدد جيد من المتعلمين الجامعيين والمثقفين.
كانت القرية منذ القديم من أكثر قرى 
الوادي إنتاجاً لزيت الزيتون وثمار الزيتون والأشهر في إنتاج زيت الغار اللازم لصناعة صابون الغار والذي كان مقصداً لكثير من التجار لشرائه من المنطقة إضافة لوجود ثروة حيوانية مهمة حيث تتواجد أعداد لا بأس بها من رؤوس الأبقار التي تؤمن الحليب لأهالي القرية وبعض القرى المجاورة، مع وجود العديد من مربي النحل الذين ينتجون ويصدرون العسل للمنطقة.

## السياحة
تمتلك القرية مقومات سياحية عديدة وتحتاج إلى مزيد من الاهتمام وتوفير الخدمات بكافة أنواعها فالقرية منطقة وفيرة بالمياه ومرتفعة عن سطح البحر حوالي 600 متر وأراضيها الجبلية المكسوة بالأشجار تمنحها جواً ومناخاً جميلين وخاصة مع توسع العمران فيها وامتداد مشاريع البناء التي تتطلب شبكة طرق معبدة لا تؤذي طبيعتها الزراعية.

## المنشآت
تمتلك القرية مستوصفاً صحياً وتطل على محتلف منشآت وادي النصارى من معامل أدوية وغيرها. لكنها تحوي مدرسة ابتدائية فقط فنظراً لقلة السكان لا حاجة لافتتاح مدرسة إعدادية وثانوية فيها، لذلك يقصد طلبة هاتين المرحلتين بلدة المزينة المجاورة للدراسة. كما تحوي على العديد من الأماكن المخصصة لتربية النحل ومنشآت زراعية مختلفة لأن الزراعة وتربية النحل مهنتان أساسيتان في القرية.